# Puchar Zdobywców Pucharów Maghrebu
Puchar Zdobywców Pucharów Maghrebu – dawne rozgrywki piłkarskie, które odbywały się każdego roku między 1969 a 1975. W tym pucharze występowały zespoły z północnej Afryki (Maroko, Algieria, Tunezja oraz Libia). Do rozgrywek kwalifikowali się zwycięzcy (czasem finaliści) krajowych pucharów z państw Maghrebu.

## Mistrzowie
| Sezon | Miejsce    | Zwycięzca                | 2. miejsce          | 3. miejsce          |
| ----- | ---------- | ------------------------ | ------------------- | ------------------- |
| 1969  | Casablanca | Renaissance Settat       | USM Algier          | Club Africain Tunis |
| 1970  | Tunis      | Club Africain Tunis      | AS Marsa            | Wydad Casablanca    |
| 1971  | Algier     | MA Alger                 | Club Africain Tunis | FAR Rabat           |
| 1972  | Casablanca | Chabab Mohammédia        | Club Africain Tunis | MC Alger            |
| 1974  | Tunis      | MC Alger                 | FUS Rabat           | Chabab Mohammédia   |
| 1975  | Casablanca | Étoile Sportive du Sahel | Chabab Mohammédia   | MO Constantine      |